# ザンノナミダ
ザンノナミダSemelangulus lacrimadugongiは、琉球列島沿岸に生息するニッコウガイ上科の二枚貝の一種。サンゴ礁の礁湖内にあるウミヒルモ海草藻場に見られる。沖縄本島および奄美諸島加計呂麻島から発見されている。1995年および2005年の調査で採集され、2007年に新種として記載された。

## 特徴
大きくても殻長7.1mm程度の小型の二枚貝。貝殻は扇型で扁平であり、わずかに左右非対称である。殻の色はふつう白っぽい。入水管、出水管は細長く、よく伸びる。殻の形はミツカドカタビラガイに似るが、蝶番の構造が異なる。逆に蝶番は紅海に分布する同属種S. mesodesmoidesに似るが、殻の形で識別できる。

## 分布
沖縄本島の泡瀬干潟と辺野古、奄美諸島加計呂麻島の渡連と実久のウミヒルモ海草藻場で確認されている。模式産地は泡瀬。

## 生態
詳細な生態は不明。藻場の砂に埋もれて生活する懸濁物食者であると推測される。

## 保全
琉球列島の海草藻場には本種を含む独特の生物相が見られる。本種はウミヒルモ海草藻場に生息するが、ウミヒルモはジュゴンの餌となる海草であり、本種の発見場所はすべてジュゴンの生息地（あるいは近年まで生息していた場所）である。本種の和名（「ザン」は沖縄の方言でジュゴンを指す）と種小名lacrimadugongiはともに「ジュゴンの涙」を意味し、ジュゴンを含む藻場の生物多様性を象徴するものとして、危険な状況にあるその生物相が保全されていくことを願って名付けられた。
本種の発見場所の1つである泡瀬干潟では、埋め立て事業が予定されている。

## 引用文献
1. 1 2  “泡瀬干潟で新種の貝「ザンノナミダ」発見”. 琉球新報. (2007年4月7日) 2011年2月13日閲覧。

出典の記載のない記述は、下記の論文（本種の記載論文）に基づく。
- Kato, M; Ohsuga, K. “A new Tellinoidean bivalve in seagrass beds in the Ryukyu Archipelago（琉球列島の海草藻場で発見されたニッコウガイ上科の1新種）”. Venus : journal of the Malacological Society of Japan 65 (4):  291-297. ISSN 13482955. NAID 110007087509 2011年2月13日閲覧。.